# Rhinobrycon
Rhinobrycon is een monotypisch geslacht van straalvinnige vissen uit de familie van de karperzalmen (Characidae).

## Soort
- Rhinobrycon negrensis Myers, 1944